# 927

## Nașteri
- 21 martie: Împăratul Taizu al Songului  (d. 976)
- dată necunoscută: Boleslau al II-lea al Boemiei prinț al Boemiei (d. 999)

## Decese
- 27 mai: Simeon I, țar al Bulgariei (893-927), (n. 864)